# Николаос Петрикис
Николаос Петрикис (на гръцки: Νικόλαος Πετρίκης) е гръцки андартски капитан, деец на Гръцката въоръжена пропаганда в Македония.

## Биография
Николаос Петрикис е роден в Драма, тогава Османската империя, днес Гърция. В 1903 година се присъединява към гръцките борби срещу дейци на Вътрешната македоно-одринска революционна организация. Действа до 1908 година, когато е убит от младотурците.